# GSM增强数据率演进
GSM增强数据率演进（Enhanced Data rates for GSM Evolution，缩写：EDGE），是移动电话通信技术，作为2G和2.5G（GPRS）的延伸，有时會称为2.75G。这项技术工作在TDMA和GSM网络中。EDGE（通常又称为：EGPRS）是GPRS的扩展，只要MS和BTS设备做一些必要的升级，就可以工作在任何已经部署GPRS的网络上。

## 技术概述
EDGE在高速率的编码方案上使用8相位移相键控（8PSK）（每符号表示3比特信息）的调制技术。相对于GSM使用的高斯最小移位键控（GMSK）（每符号表示1比特信息），8PSK每一个符号可以表示3比特的信息。这使得理论上EDGE能提供GSM3倍数据吞吐量。跟GPRS一样，EDGE使用速率匹配算法调整调制编码方案 (MCS)，因此能保证无线信道，数据流量和数据传输的稳定。它引入了GPRS裡没有的新技术：增加冗余度（Incremental redundancy）代替中继干扰报文发送更多的冗余信息来保持与接收机的联络。这样能增加正确解码的概率。
在报文模式，它的最高数据速率是384Kbps，因此符合ITU对3G网络的要求。作为IMT-2000家族的3G标准的一部分被ITU接受。它还加强了电路交换模式，使用被叫作 HSCSD的技术提高数据交换速率。EDGE大约在2003年最初由北美引入GSM网络。

## 技术定位
GSM和TDMA/136现在是全球通用的第二代移动通信标准。当前有100多个国家的1亿多人采用GSM，有近100个国家的约9500万用户采用TDMA/136系统家族（包括ELA-553和IS-54）服务。作为介于现有第二代移动通信系统与第三代移动通信系统之间的一种过渡性数据通信技术，EDGE(EnhancedDatarate for GSM Evolution)技术能够大大提高现有GSM网络的数据服务速率。但要想充分发挥EDGE的速率优势，运营商必须要对现有的GSM系统结构和所有设备进行修改。

## 部署情况
由于GSM/GPRS的强烈竞争对手CDMA2000，到2004年，EDGE主要在北美的运营商那里部署了部分。大部分运行商把UMTS作为理想的升级途经，计划完全跳过EDGE或者在UMTS覆盖不到的区域使用。然而，UMTS高昂的建设费用和缓慢的实施已经使一些西欧的运营商采用EDGE作为过渡阶段的升级方案。（典型的运行商3）虽然EDGE不需要改变GSM核心网络的硬件，但是基站必须改进。兼容EDGE的传输单元要安装到基站上，而且基站系统的也要升级到能够支持EDGE。新的移动终端软硬件也要能够编解码新的移位监控方案。
EDGE支持加强GPRS (EGPRS)，一种能提供够像互联网接入这样的报文交换应用。EGPRS增加的数据容量能够提供像视频服务和其他多媒体这样的高速数据应用。
EDGE的状态位于2G或者3G取决于设备。Class 3 和更低级别的设备并不是3G，Class 4和以上级别的设备性能能提供高于通常认为的3G设备的带宽，Class 10能提供230k的带宽，EDGE超过普通2G和3G的定义。

## 增强型EDGE
增强型EDGE(Evolved EDGE或者) 通过多种方式对EDGE进行了提高。 通过把传输时间间隔降低一半(约10ms到20ms)来减少延时。 峰值带宽提升到了1Mbit/s并且在使用双载波的情况下将延时降低到了80ms,使用更高的符号率和高阶调制（使用32QAM和16QAM代替8PSK）, Turbo码 的使用也提升了纠错能力。最后的信号质量提升是通过使用双天线，平均比特率和频谱效率因此而提升。增强型EDGE通过软件逐步升级，以利用现有的优势。通过增强型EDGE，最终用户将可以体验到相当于500kbit/s的ADSL服务的移动互联网连接。

## 参看条目
- UMTS
- GPRS
- CDMA
- CDMA2000
- W-CDMA